# Bulbophyllum aureobrunneum
Bulbophyllum aureobrunneum är en orkidéart som beskrevs av Rudolf Schlechter. Bulbophyllum aureobrunneum ingår i släktet Bulbophyllum och familjen orkidéer. Inga underarter finns listade i Catalogue of Life.